# Polittico di san Rocco (Cesare da Sesto)
Il Polittico di san Rocco è un dipinto a olio su tavola opera di Cesare da Sesto, conservato nella pinacoteca del Castello Sforzesco.

## Storia
Il polittico fu eseguito da Cesare da Sesto su commissione della confraternita di San Rocco con contratto redatto il 28 gennaio 1523 dal notaio Boniforte Gira con i responsabili la Confraternita: Giovanni da Robodio e Antonio da Bramano. Il contratto conservato nell'Archivio di Stato di Milano, prevedeva la realizzazione di un polittico da postare sull'altare maggiore  dell'oratorio di San Rocco presso Porta Romana, edificio religioso sconsacrato nel 1796. L'artista aveva a disposizione sei mesi per la sua realizzazione. Il contratto indicava l'esatta composizione che doveva avere l'opera, descritta fin nei dettagli dei santi raffigurati, avrebbe dovuto essere poi analizzata dai fratelli Ambrogio e Bernardino Bergognone, per la sua valutazione.
Il contratto prevedeva inoltre le raffigurazioni che dovevano essere presenti sulle ante esterne. L'artista iniziò l'opera nel febbraio del 1523 e vi lavorò fino al mese di maggio quando si ammalò morendo il 27 luglio del medesimo anno, lasciando il polittico non terminato, anche se si ritiene che tutte e sei le tavole siano state dal Cesare eseguite, sono nella raffigurazione di san Cristoforo, la parte paesaggistica è stata eseguita da un artista ignoto, ma esponente dalla bottega, e ai suoi collaboratori toccò ultimare anche le parti mancanti indicate nel contratto. 
Il dipinto fu descritto per la prima volta nel 1674 dallo storico dell'arte Carlo Bartolomeo Torre.

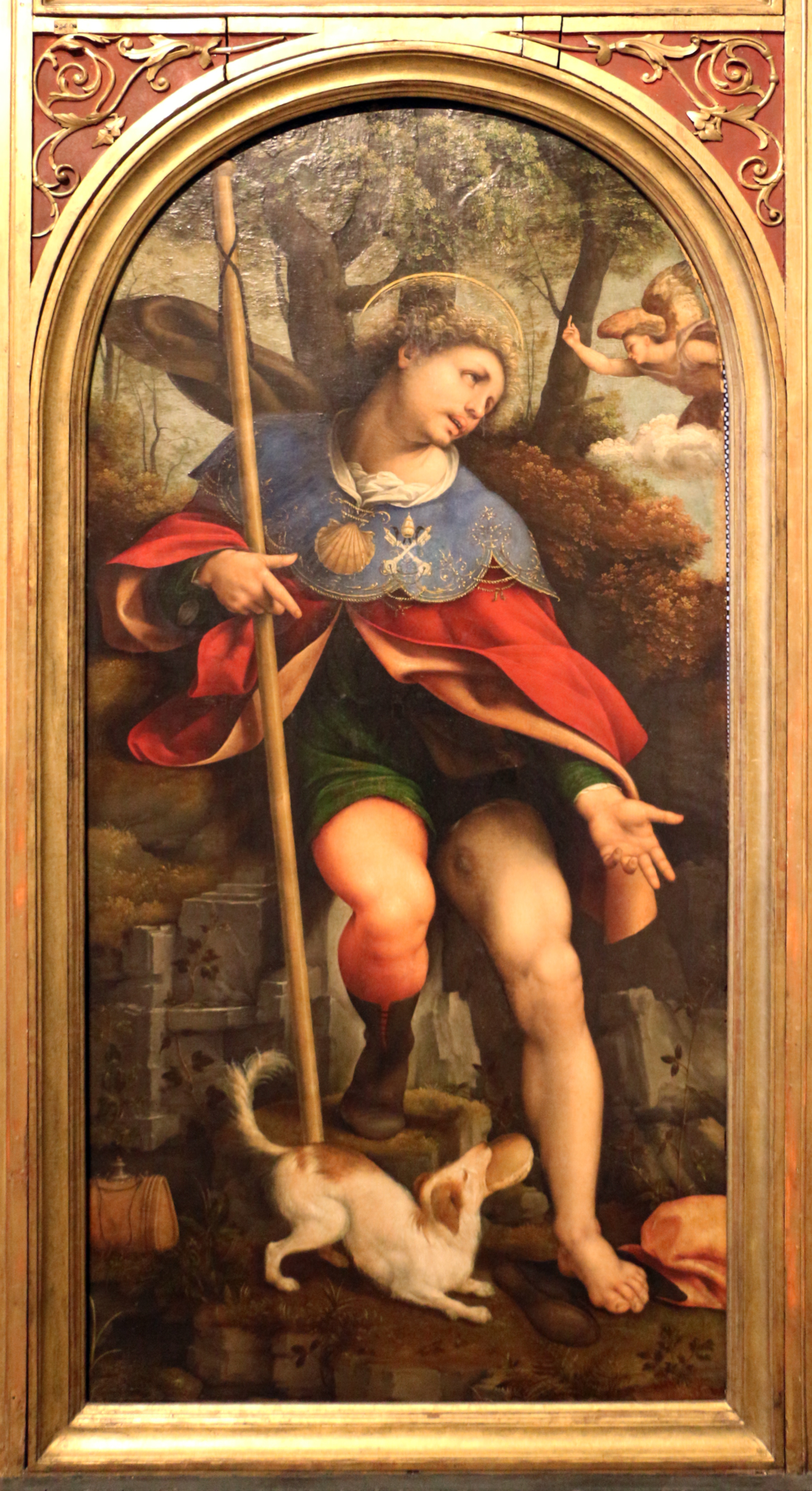
San Rocco-particolare

Con la chiusura della chiesa nel 1796 i sei dipinti furono collocati nella pinacoteca di Brera a cura del governo austro-ungarico. Nel 1792 furono offerti cinquecento zecchini per il suo acquisto dal duca Giacomo Melzi, diventando quindi, con altri dipinti di proprietà della famiglia. Fu il successivo erede della famiglia Luigi Melzi a cedere alcune opere, compreso il polittico, ma l'allora Ministro dell'Interno non ritenne l'opera sufficientemente interessante malgrado il caldeggiare da parte di Giuseppe Bossi. Rimasse quindi nuovamente sposte nella pinacoteca di palazzo Melzi. I sei pannelli furono ceduti per eredità al comune di Milano solo nel 1923 con la morte di Giuseppina Melzi d'Eril Barbò vedova di Lodovico che li aveva acquistati per 38000 lire austriache dal fratello Giovanni. Furono quini espost3e nei musei del castello il 1º gennaio 1826. Le tavole erano inserite in una cornice ottocentesca, non adatta al dipinto risalente al Cinquecento,
Il polittico fu oggetto nel 1955 di un primo restauro e nel 1972 di ulteriori interventi di pulitura con lavori di consolidamento alle tavole di pioppo in particolare la tavola raffigurante san Sebastiano che presentava maggior danneggiamento.
Le tavole che completavano il polittico nelle parti che chiudevano l'opera sono andate perse mentre le due opere raffiguranti l'Annunciazione e i santi Pietro e Paolo sono conservate nella pinacoteca milanese Gallarati Scotti.

## Descrizione e stile
L'opera si compone di sei tavole in pioppo disposte su due ordini e inserite in una cornice dorata rinascimentale centinata. La loro realizzazione negli ultimi mesi di vita dell'artista, presentano la sintesi di tutto il suo percorso artistico, con la presenza di tutti gli influssi che hanno definito i suoi lavori e soprattutto dal Correggio, nonché dal Leonardo. Le due tavole centrali di misura superiore raffigurano nell'ordine superiore la Madonna col Bambino  e inferiore San Rocco (140x65) mentre laterali a sinistra superiore san Giovani Battista (84x46) e san Sebastiano, mentre a destra san Giovanni Evangelista (84x46) e san Cristoforo.
- Tavola Madonna col Bambino (88x65), posta nella sezione superiore centrale raffigura nell'immagine della Vergine assonanze con la Madonna di Foligno di Raffaello. L'artista per la sua esecuzione riprese il cartone realizzato un decennio prima con Gerolamo Ramanino, per l'abbazia della Santissima Trinità di Cava de' Tirreni.[8]Cesare da Sesto e Girolamo Ramarino da Salerno, Madonna col Bambino tra gli angeli, 1514-15

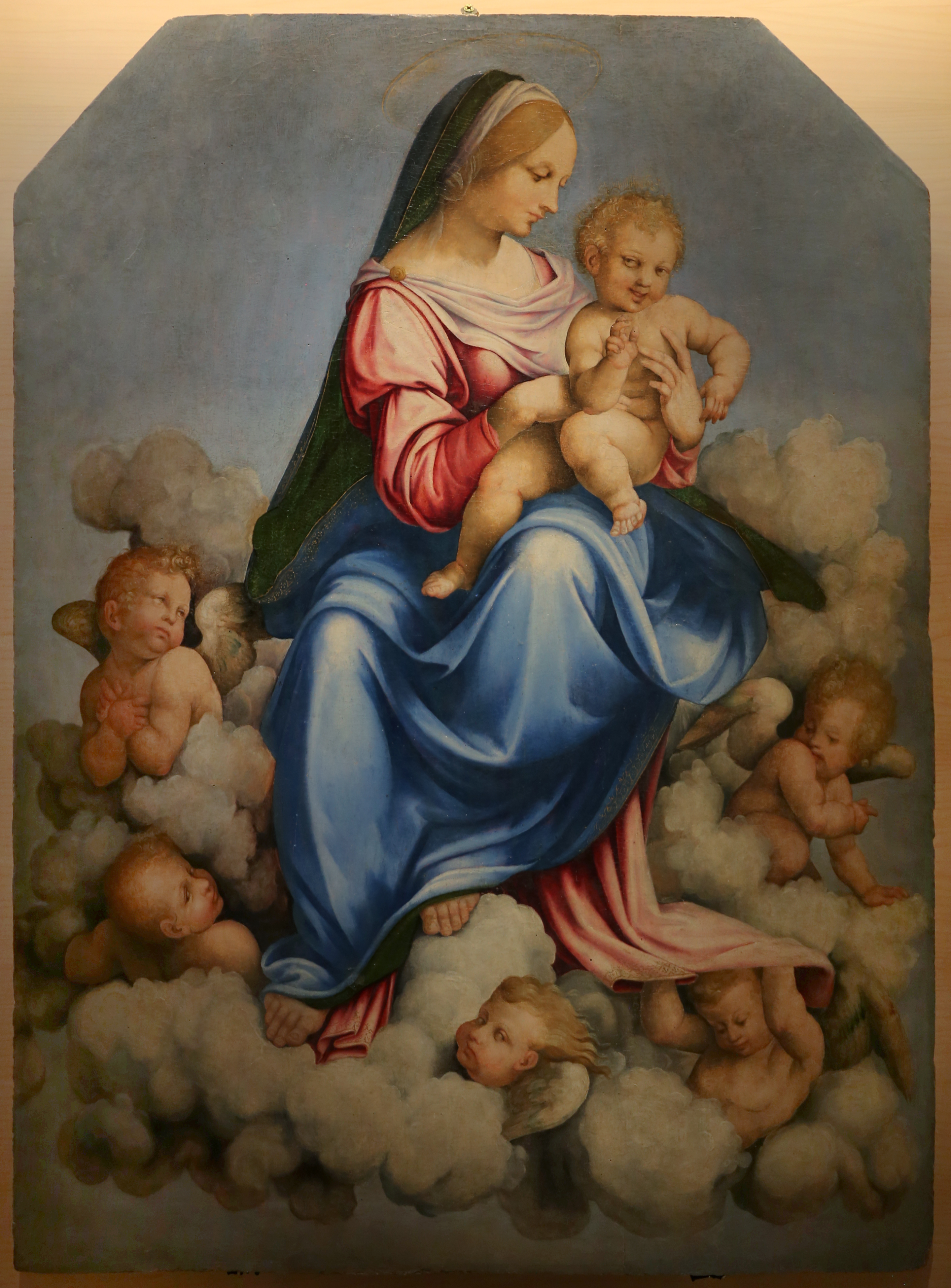
Cesare da Sesto e Girolamo Ramarino da Salerno, Madonna col Bambino tra gli angeli, 1514-15

- Tavola di san Sebastiano (99x47) è stata oggetto di restauro nel 1972, lavori che evidenziato, nelle ricerche radiografiche, alcuni pentimenti nella figura del santo nelle parti della gamba e del piede sinistro che erano inizialmente di misura inferiore. La sua conformazione riprende, nella raffigurazione molto dinamica del corpo, Leonardo da Vinci e in particolare in un disegno avente medesimo soggetto conservato a Windsor.[9] I soggetto presenta assonanze anche con Michelangelo nella figura di Amman raffigurato in una vela della Cappella Sistina.
- Tavola di san Cristoforo (99,5x48.5) aveva originariamente un diverso allineamento degli occhi che risulta fossero molto più alto. Due disegni preparatori del polittico son conservati a Venezia nell'accademia e raffigurano entrambi san Cristoforo, di cui uno è uno studio senza Bambino.
- Tavola con san Rocco (140x65) posta nella parte centrale della sezione inferiore raffigura il santo con ai piedi il cane che tiene in bocca un pane, segno di fedeltà, sul mantello il simbolo della conchiglia e quello dello papale.[10]